# Gretna (Schottland)
Gretna (Schottisch-Gälisch: Greatna) ist eine Ortschaft in Südschottland an der Grenze zu England. Es liegt 35 km ostsüdöstlich von Dumfries in Dumfries and Galloway an der Mündung des River Sark in den River Esk. Nahe der heutigen Kleinstadt Gretna liegt der weltweit bekannte Ort Gretna Green. Über Gretna reisen zahlreiche Heiratswillige aus allen Herren Länder an. 

## Geschichte
Die Bedeutung des Orts war schon früh der eines Zollposten an der englisch-schottischen Grenze. Seit 1619 ist eine Straße oder ein befestigter Weg nachgewiesen, der zum Viehtrieb genutzt wurde. Der Zollposten ist seit 1612 nachgewiesen.

## Lage
Der Ort liegt am Ästuar zum Solway Firth in die Irische See. Durch den Ort führt die A74(M) von Glasgow über die Grenze (dann als M6) nach Carlisle über Manchester nach Birmingham und schließlich Rugby. Hier geht auch die A75 road ab, die in etwa entlang der Küste nach Stranraer führt. In der Stadt befindet sich ein großes Outlet Center. 

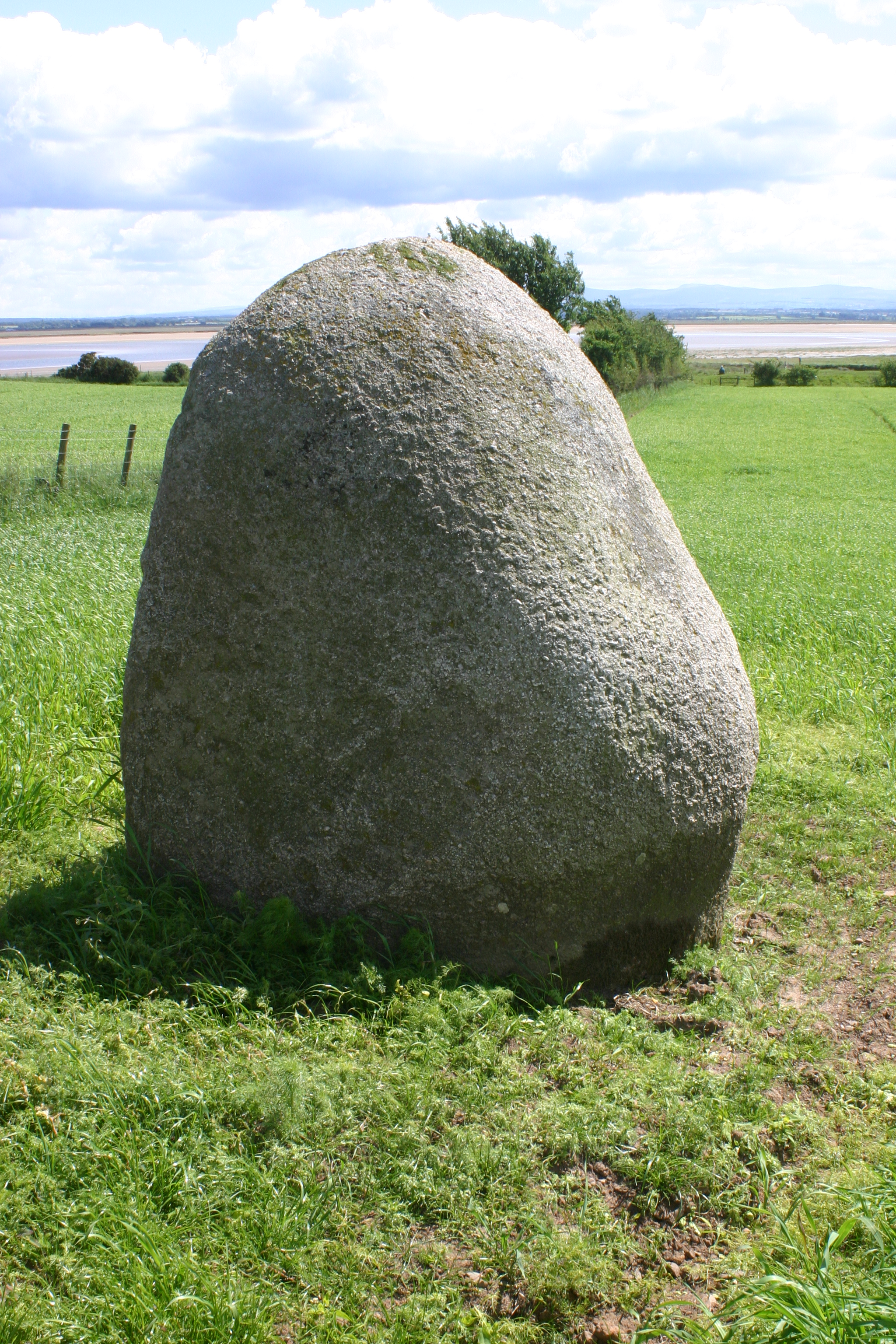
Lochmaben Stone

Nahe der Stadt (etwa vier Kilometer westsüdwestlich bei Eastriggs) gab es lange Zeit (ab 1915) eine Munitionsfabrik (H.M. Factory, bereits um 1920 wieder geschlossen) und ein Lager für explosive Chemikalien (Eastriggs Explosive Storage Depot, bis in die 1960er Jahre genutzt). Dies ist inzwischen aufgelöst. Die Schienen der Schmalspurbahn Central Ammunition Depot Eastriggs Railway sind inzwischen auch abgebaut.

## Sehenswürdigkeiten
- Lochmaben Stone, Megalith, ca. einen Kilometer südsüdwestlich der Siedlung
- Schlachtfeld von Sark
- Old Toll House, ältestes Zollhaus Schottlands